# Corrinne Tarver
Corrinne Wright Tarver (nacida en 1968) es una entrenadora de gimnasia y ex-gimnasta artística  estadounidense. En 1989, representando a los Georgia Bulldogs, ganó el Campeonato de Gimnasia Integral de la NCAA, convirtiéndose en la primera mujer afroestadounidense en hacerlo. En 2022, se convirtió en la entrenadora inaugural del equipo de gimnasia de la Universidad isk.

## Primeros años de vida
Corrinne Wright creció en Mount Vernon, Nueva York. Ella tomó la gimnasia siguiendo los pasos de su hermana mayor. Al principio entrenó en una YWCA local sin un espacio dedicado a la gimnasia antes de comenzar a viajar para practicar más intensamente en un centro de gimnasia en Stamford, Connecticut. En 1985 y 1986 compitió en el equipo nacional de gimnasia artística de los Estados Unidos. Reclutada por la entrenadora de los Georgia Bulldogs, Suzanne Yoculan, Wright decidió ir a Georgia después de su primera visita al campus, en Athens.

## Carrera en la NCAA
Wright fue la primera miembro afroestadounidense del equipo de gimnasia Georgia Bulldogs. Nueve veces All-American en sus cuatro años con los GymDogs, ayudó a ganar los campeonatos por equipos de la NCAA en 1987 y 1989 como una de las primeras destacadas de la floreciente dinastía de Yoculan. Yoculan recordó a Wright como un competidor estelar y feroz que a veces podía odiar practicar. Wright más tarde se llamó a sí misma «una comicastra ... Me encantaba tener todos los ojos puestos en mí». Ella sería incluida en el Círculo de Honor de los Georgia Bulldogs en 2005.
En su primer año, mientras ayudaba a Georgia a ganar su primer título de equipo de la NCAA, Wright ocupó el tercer lugar en general en el Campeonato de la NCAA de 1987 con una puntuación de 37,80, 0,30 detrás de la campeona Kelly Garrison-Steves de Oklahoma, y segunda en ejercicio de piso con una puntuación de 9,70, 0,10 detrás de Kim Hamilton de UCLA. En su rutina de piso, se convirtió en la primera gimnasta de la NCAA en realizar tres mortales dobles en una rutina y la primera en realizar un diseño doble. Fue considerada una candidata a la competencia general en el campeonato de 1988, a pesar de algunos problemas de consistencia, y buscó aumentar la dificultad de sus rutinas, pero una lesión en el tobillo restringió su práctica durante la temporada. Terminó repitiendo su resultado de piso por el segundo lugar por el mismo margen detrás de Hamilton, e hizo all-American en salto, pero no compitió por el total.
Como junior en 1989, mientras ayudaba a ganar el título de segundo equipo de la NCAA para Georgia, Wright ganó el título general de la NCAA y se convirtió en la primera mujer afroamericana en hacerlo. Su puntaje total de 38,90, empatado en el récord general en ese momento, superó a sus competidores más cercanos por 0,20. Su sólida rutina de piso, una exhibición exuberante de volteretas, que incluye un diseño doble, con la música de ¿Quién engañó a Roger Rabbit?, le valió una puntuación de 9.90, empatada con Hamilton en el primer lugar. Las rutinas de piso de la cocampeona, realizadas consecutivamente, fueron «tan diferentes como el día y la noche»: siguiendo la rutina efervescente y agradable para la multitud de Wright (con su entrenador describiéndola como «una pequeña dinamo»), 5 pies 7 plg (1,7 m) La actuación de ballet de Hamilton «fue todo líneas y gracia». Wright también obtuvo medallas en barras asimétricas (9,80 en la final del evento) y salto (9,675). Terminó su carrera universitaria al año siguiente con una presentación all-American en all-around en 1990.

## Carrera como entrenadora
Después de completar su Licenciatura en Trabajo Social en Georgia en 1991, Wright fue a la Escuela de Derecho de Nueva York y obtuvo su Juris doctor (JD) en 1996. Posteriormente trabajó en la administración atlética de la Northeast Conference de la NCAA y como miembro de los departamentos atléticos de Stockton y Syracuse. Ha trabajado como entrenadora de gimnasia desde la década de 1990, incluso en la Academia de gimnasia Star Bound en Bridgeton, Nueva Jersey, y como entrenadora asistente para Pensilvania a partir de 2009.
En marzo de 2022, la Universidad Fisk en Nashville contrató a Wright (ahora conocida como Corrinne Tarver) como entrenadora principal de su incipiente programa de gimnasia, el primer equipo de este tipo en una universidad históricamente negra en el país. Mientras formaba el equipo, Tarver preguntó a los reclutas: «¿Quieren hacer historia?». Tarver también se convirtió en directora deportivo de Fisk en julio de 2022. Las Fisk Lady Gymdogs realizaron su primera práctica el 8 de agosto de 2022, e hicieron su debut competitivo en un encuentro Super 16 en Las Vegas el 6 de enero de 2023, pero quedaron en último lugar entre cuatro equipos. El equipo de Fisk, compuesto por estudiantes de primer año y transferidos, atrajo apoyo en las redes sociales. Tuvieron un pobre récord de victorias y derrotas, pero lograron cerrar su primera temporada regular con una victoria en casa sobre Greenville. Tres Gymdogs, Morgan Price, Liberty Mora y Zyia Coleman, compitieron en el Campeonato Nacional Universitario de USA Gymnastics de 2023, dos ganadores de los honores All-American (Price en el piso y Mora en la viga).

## Lectura adicional
- «HBCU Fisk University making history with gymnastics program» (video). ESPN. 11 de abril de 2023.

- Datos: Q117715222